# Алберто Хинастера
Алберто Еваристо Хинастера (шп. Alberto Evaristo Ginastera; Буенос Ајрес, 11. април 1916 —– Женева, 25. јун 1983) је био најзначајнији аргентински композитор и један од најистакнутијих латиноамеричких музичара XX века. На почетку свог стваралаштва комбиновао је елементе аргентинског фолклора са тековинама савремене музичке технике, да би се касније окренуо додекафоној музици.
| „ | Компоновати, по мом мишљењу, значи створити архитектуру... У музици, ова архитектура се одвија у времену. Кад је време прошло, кад се дело одвило, осећај унутрашњег савршенства преживљава у духу. Само се тада може рећи да је композитор успео у стварању те архитектуре. | ” |

## Биографија

### Ране године и студије музике
Алберто Хинастера је рођен 11. априла 1916. године у Буенос Ајресу, као млађе од двоје деце Каталонца Алберта Хинастере и Италијанке Луисе Боси. Још у детињству је показивао таленат за музику.
Од 1928. до 1935. године похађао је буеносајрески Конзерваторијум „Алберто Вилијамс“, на ком је студирао композицију код Хосеа Хила, хармонију код Селестина Пијађа, теорију музике и солфеђо код Торквата Родригеза Кастра и клавир код Кајетана Арђенцијанија. Музичко удружење El Unisono му је 1934. доделило награду за дело Дечји комади. Дипломирао је са златном медаљом за композицију.
Наставио је да се музички усавршава на Националном конзерваторијуму у Буенос Ајресу, студирајући контрапункт код Хосеа Хила, хармонију код Атоса Палме и композицију код Хосеа Андреа. Током студија усвојио је традиционалан приступ компоновању који се ослањао на народну музику и истицао фигуру гауча као отелотворења аргентинских националних врлина. С друге стране, своја прва дела је стварао по узору на модернистички приступ млађе генерације аргентинских композитора, чији је циљ био оживљавање аргентинске музике применом техника изведених из додекафоније, неокласицизма и џеза. Оба ова приступа имала су значајан утицај на Хинастерино стваралаштво.
Године 1937. довршио је своју прву значајну композицију – балет Панамби – засновану на древној легенди о љубави и магији индијанског племена Гуарани. Дело је прерадио у истоимену свиту која је премијерно изведена у Театру „Колон“ 27. новембра 1937. Постао је познат широм Аргентине, стекавши репутацију динамичног младог националног композитора. Те године је компоновао и Аргентинске игре.

### Почетак педагошке делатности
Након стицања дипломе на Националном конзерваторијуму 1938. године, започео је успешну наставничку делатност која ће га учинити једним од најистакнутијих музичких педагога у Латинској Америци. Три године касније постављен је за професора на Војној академији „Сан Мартин“ и Националном конзерваторијуму, где је најпре предавао солфеђо и хармонију, а касније оркестрацију и музичку анализу.
Године 1941. оженио се са Мерседес де Торо, са којом је имао двоје деце: Александера и Георгину. Исте године је добио поруџбину за сценско дело од Линколна Кирстина из америчке балетске трупе Караван. Као одговор настао је балет Естансија, заснован на гаучовском епу Мартин Фијеро и сценама које евоцирају аргентински живот на »естансији« (ранчу). Будући да је Кирстинова трупа распуштена наредне године, Хинестера је балет прерадио у истоимену оркестарску свиту, четвороставачну композицију која је доживела огроман успех након премијере у Театру „Колон“ 12. маја 1943. и која је до данас остала једно од његових најпопуларнијих дела.

### Гугенхајмова стипендија и боравак у САД
На наговор америчког композитора Арона Копланда, којег је упознао током његовог боравка у Буенос Ајресу, аплицирао је за Гугенхајмову стипендију. Главна сврха његовог одласка у САД била је промоција међуамеричке сарадње на пољу композиције. Иако му је стипендија одобрена 1942. године, морао је да одложи пут због Другог светског рата. Остао је у Аргентини, али му је због сукоба са Пероновим режимом одузет положај на Војној академији.
Између 1945. и 1947. године боравио је у САД, где је током 1946. похађао Копландове часове композиције на летњем музичком фестивалу у Тангелвуду. У Америци су премијерно изведене неке од његових композиција, као што су свита Панамби и Дванаест америчких прелудијума. Топао пријем ових дела утицао је на будући развој његове музичке каријере.

### Уметничка и професионална зрелост
По повратку у Аргентину, где је поново добио положај на Националном конзерваторијуму, заједно са другим музичарима основао је Савез аргентинских композитора 1947. године и Конзерваторијум за музичку и сценску уметност на Националном универзитету Ла Плата 1948. Уследиле су бројне почасти: изабран је за члана Факултета музичких уметности у Чилеу и Удружења чилеанских композитора 1950, као и за члана Међународног музичког савета при Унеску 1951. Те године је основао и Филијалу бр. 1 при Конзерваторијуму у Ла Плати (данашњи Конзерваторијум „Хулијан Агире“).
Године 1952. смењен је са места директора конзерваторијума у Ла Плати због поновног сукоба са Пероновим режимом. Те године је по поруџбини Института Карнеги компоновао Клавирску сонату бр. 1, а на сцени Тетра „Колон“ премијерно је изведен његов балет Естансија. Након што се 1956. вратио са европске турнеје по Стокхолму, Упсали, Лондону и Паризу, враћен је на место директора Конзерваторијума у Ла Плати. Учествовао је у раду жирија на музичким фестивалима у Каракасу и Монтевидеу, а изабран је и за почасног члана Националне академије лепих уметности.
На позив америчке владе 1958. је отпутовао у САД и посетио универзитете Индијана, UCLA и Беркли. Квартет Џулијард је 19. априла извео његов Гудачки квартет бр. 2, што је означило почетак његове каријере у иностранству. Вратио се у земљу због болести оца који је умро у мају. Основао је Факултет музичких уметности и наука на Католичком универзитету и постао декан, напустивши Конзерваторијум у Ла Плати. Изабран је за почасног члана Бразилске музичке академије. Компоновао је Кантату за чаробну Америку (1960) засновану на преколумбовским античким легендама и Клавирски концерт бр. 1 (1961). Извођење тих дела на Међуамеричком музичком фестивалу у Вашингтону допринело је консолидацији његове међународне каријере.
Године 1962. именован је за директора Латиноамеричког центра за више музичке студије на Институту „Торквато ди Тела“, а наредне године се придружио Америчком удружењу композитора, аутора и издавача. Компоновао је Виолински концерт, који су премијерно извели Руђеро Рици и Њујоршка филхармонија под диригентском палицом Леонарда Бернштајна. По поруџбини општине Буенос Ајрес почео је да компоније прву оперу – Дон Родриго – која је премијерно изведена у Театру „Колон“ 24. јула 1964. Те године му је француска влада доделила Орден уметности и књижевности, а 1965. је добио стипендију Фондације Форд за шестомесечни боравак у Европи, где су извођена нека од његових дела.
Године 1967. завршио је своју другу оперу – Бомарцо. Општина Буенос Ајрес је забранила извођење овог дела због „обиља секса, насиља и лудила“, а Хинастера није дозвољавао да његова дела буду извођена у градским позориштима све док не буде укинута забрана (што се догодило тек 1971). Следеће године је поново отпутовао у САД, где му је Оперско друштво у Вашингтону поручило трећу оперу – Беатриче Ченчи. Универзитет Јејл му је уручио почасни докторат, а изабран је и за почасног члана Америчке академије уметности и књижевности.

### Живот у Женеви и смрт
Развео се од супруге Мерседес 1969. Две године касније у вашингтонском Центру Кенеди премијерно је изведена његова опера Беатриче Ченчи. Након ступања у брак са челисткињом Аурором Наталом, преселио се у Женеву.
У наредној деценији уследиле су бројне поруџбине, концерти и представе у Јужној Америци, Европи и САД, а додељена су му и многа признања: Гран при Националног фонда уметности, Орден „Хосе Матијас Делгадо“, почасна диплома Хиспанског културног института у Буенос Ајресу, почасни докторат Универзитета Темпл.
Поводом 65. рођендана, у земљи и иностранству одржан је низ концерта у Хинастерину част. У априлу 1981. године периодични болови у стомаку су се погоршали и био је принуђен да се због медицинских испитивања повуче из јавности на два месеца. Успео је да се опорави и заврши Концерт за виолончело бр. 2 посвећен супрузи Аурори, која га је 6. јула премијерно извела са Буеносајреским филхармонијским оркестром. У октобру те године додељена му је Унескова Међународна музичка награда за животно дело.
Хинастерино здравствено стање се погоршало у августу 1982. године. Провео је два месеца у болници у Женеви, где је и оперисан. Смогао је снаге да заврши своје последње дело – једноставачну Клавирску сонату бр. 3 – које је премијерно изведено у Њујорку. Умро је у Женеви 25. јуна 1983. и сахрањен је на Гробљу Пленпале.

## Стил
Музика Алберта Хинастере се традиционално дели на три периода: објективни национализам, субјективни национализам и неоескпресионизам.
Објективни национализам се одликује непосредним присуством фолклорних елемената и задржавањем тоналитета, а приметан је и утицај Стравинског, Бартока и Фаље. Овом периоду, који траје до 1948. године, припадају Аргентинске игре, Естансија, Пет аргентинских народних песама и Пампеана бр. 1.
Од 1948. године почиње да користи напредније технике композиције. Период субјективног национализма је обележен, с једне стране, већим синкретизмом између техника академске музике и употребе фолклорног материјала, а са друге, транзицијом према серијализму. Иако напушта традиционалне елементе аргентинског фолклора, наставља да их користи на симболички и сублимирани начин. Током овог периода, који отвара Клавирска соната бр. 1, Хинастера почиње да усваја додекафонију. Он се према овој техници односио слободно и потпуно лично, а његова музика је увек имала националне карактеристике. Гудачки квартет бр. 2 поседује исти ритмички квалитет који се јављао у његовим првим делима и суштински је тоналан, упркос употреби додекафоних техника.
Последњи, неоекспресионистички период (почиње око 1958. године) одликује се континуираном потрагом за напреднијим техничким процедурама и умањивањем важности експлицитних националних карактеристика. Нема више фолклора, али и даље има аргентинских елемената, како је говорио Хинастера. Осим све већег приближавања додекафоној форми, одговорио је на неке нове музичке струје које су се јавиле након Другог светског рата интегришући одређене аспекте алеаторне и микротоналне композиције у своју општу стилску оријентацију. Најважнија дела из овог периода су опере Дон Родриго, Бомарцо и Беатриче Ченчи, које су доживеле огроман успех и учиниле га најважнијим латиноамеричким композитором његовог доба. Треба још споменути два клавирска концерта, један виолински концерт, Попол Вух, два концерта за чело и оркестар и Кантату за чаробну Америку.

## Дела

### Сценска дела
- Балет Панамби, оп. 1 (1934–36)
- Балет Естансија, оп. 8 (1941)
- Опера Дон Родриго, оп. 31 (1964)
- Опера Бомарцо, оп. 34 (1966–67)
- Опера Беатриче Ченчи, оп. 38 (1971)

### Оркестарска дела
- Свита из балета Панамби, оп. 1а (1937)
- Игре из Естансије, оп. 8а (1941): 1. Радници у пољу, 2. Пшенична игра, 3. Надничари на хацијенди, 4. Завршна игра (Маламбо)
- Увертира Креолски Фауст, оп. 9 (1943)
- Ољантај, оп. 17 (1947)
- Концертне варијације, оп. 23 (1953)
- Пампеана бр. 3, оп. 24 (1954)
- Симфонијске етиде, оп. 35 (1967)
- Попол Вух, оп. 44 (1975)
- Глосе на теме Пау Касалса, оп. 46 (1976)
- Глосе на теме Пау Касалса, оп. 48 (1977)
- Iubilum, оп. 51 (1980)

### Концертна дела
- Концерт за харфу и оркестар, оп. 25 (1956)
- Концерт за клавир и оркестар бр. 1, оп. 28 (1961)
- Виолински концерт, оп. 30 (1963)
- Concerto per corde, оп. 33 (1965)
- Концерт за виолончело и орекстар бр. 1, оп. 36 (1968)
- Концерт за клавир и оркестар бр. 2, оп. 39 (1972)
- Концерт за виолончело и орекстар бр. 2, оп. 50 (1980)

### Клавирска дела
- Аргентинске игре, оп. 2 (1937): 1. Игра старог волара, 2. Игра љупке девојке, 3. Игра гауча бегунца
- Три комада, оп. 6 (1940)
- Маламбо, оп. 7 (1940)
- Дванаест америчких прелудијума, оп. 12 (1944)
- Свита креолских игара, оп. 15 (1946)
- Рондо на аргентинске дечје теме, оп. 19 (1947)
- Клавирска соната бр. 1, оп. 22 (1952)
- Клавирска соната бр. 2, оп. 53 (1981)
- Клавирска соната бр. 3, оп. 54 (1982)

### Дела за соло инструмент
- Токата, виљансико и фуга, оп. 18, за оргуље (1947)
- Пунења бр.1, за флауту, оп. 41 (1973)
- Пунења бр. 2, за виолончело, оп. 45 (1976)
- Соната за гитару, оп. 47 (1976)
- Variazioni e Toccata sopra Aurora lucis rutilat, за оргуље, оп. 52 (1980)

### Камерна дела
- Дуо, оп. 13, за флауту и обоу (1945)
- Пампеана бр. 1, оп. 16, за виолину и клавир (1947)
- Гудачки квартет бр. 1, оп. 20 (1948)
- Пампеана бр. 2, оп. 21, за виолончело и клавир (1950)
- Гудачки квартет бр. 2, оп. 26 (1958)
- Квинтет, оп. 29, за клавир и гудачки квартет (1963)
- Гудачки квартет бр. 3, оп. 40 (1973)
- Соната за виолончело и клавир, оп. 49 (1979)

### Вокално–инструментална дела
- Две песме, оп. 3, за глас и клавир (1938)
- Напеви Тукумана, оп. 4, за глас, флауту, виолину, харфу и удараљке (1938)
- Псалм 150, оп. 5, за хор и оркестар (1938)
- Пет аргентинских народних песама, оп. 10, за глас и клавир (1943)
- Сати на естансији, оп. 11, за глас и клавир (1943)
- Hieremiae prophetae lamentationes, оп. 14, за хор a capella (1946)
- Кантата за чаробну Америку, оп. 27, за глас и ударачки оркестар (1960)
- Симфонија Дон Родриго, оп. 31а, за сопран и оркестар (1964)
- Кантата Бомарцо, оп. 32, за глас, наратора и камерни оркестар (1964)
- Кантата Милена, оп. 37, за сопран и оркестар (1971)
- Серената, оп. 42, за баритон, виолончело и камерни ансамбл (1974)
- Turbae ad passionem gregorianam, оп. 43, за солисте, хор и оркестар (1975)

### Дела без броја опуса
- Дечји комади, за клавир (1934)
- Импресије Пуне, за флауту и гудачки квартет (1934)
- Аргентински концерт, за клавир и оркестар (1936)
- Мазгар пева, за хор (1937)
- Сонатина, за харфу (1938)
- Симфонија бр. 1, Портења (1942)
- Симфонија бр. 2, Елегична (1944)

### Филмска музика
- Дон Басилио, лоше ожењен (1940)
- Доња Клоринда, незадовољна (1941)
- Маламбо (1942)
- Ружа из Америке (1945)
- Старе семенке (1947)
- Рађа се слобода (1949)
- Мост (1950)
- Факундо, низијски тигар (1952)
- Креолски коњић (1953)
- Ваш поуздани слуга (1954)
- Мамини мужеви (1956)
- Тајна жене (1956)
- Пролеће живота (1958)
- Треба купати жгепче (1958)
- Граница (1958)
- Марији од срца (1960)
- Надарена девојка (1961)

## Занимљивости
- Хинастерин ученик је био прослављени аргентински композитор новог танга и бандонеониста Астор Пјацола.[26]
- Британски прогресивни рок састав Емерсон, Лејк и Палмер је на албуму Brain Salad Surgery (1973) снимиo обраду четвртог става Хинастериног Клавирског концерта бр. 1 под називом Toccata.[27]